# Бланшфос е Бе
Бланшфос ет Бе (фр. Blanchefosse-et-Bay) насеље је и општина у североисточној Француској у региону Шампањ-Арден, у департману Ардени која припада префектури Шарлвил Мезјер.
По подацима из 2011. године у општини је живело 156 становника, а густина насељености је износила 7,62 становника/km². Општина се простире на површини од 20,47 km². Налази се на средњој надморској висини од 255 метара.

## Демографија
| 1962. | 1968. | 1975. | 1982. | 1990. | 1999. | 2011. |
| ----- | ----- | ----- | ----- | ----- | ----- | ----- |
| 326   | 334   | 261   | 210   | 184   | 152   | 156   |

График промене броја становника у току последњих година